# Santos Nereo y Aquileo (título cardenalicio)
Santos Nereo y Aquileo es un título cardenalicio de la Iglesia Católica. Fue instituido por el papa Evaristo en torno al año 112, siendo uno de los que asistieron al concilio de Roma del 499 y en el concilio del 595 ya recibía su actual nombre. En el pontificado de Gregorio I pasó a ser una diaconía, hasta el siglo VIII en el que fue restituido como título presbiteral. Según el catálogo de Pietro Mallio, redactado durante el pontificado de Alejandro III, el título se adjuntó a la Basílica de San Pablo Extramuros, en la que sus sacerdotes celebraban misa.

## Titulares

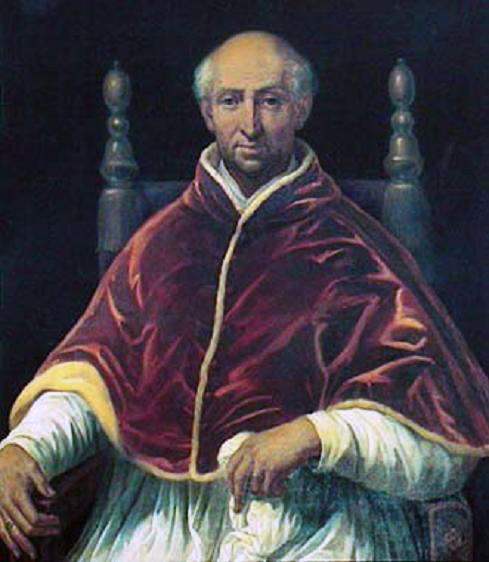
Clemente VI.

- Felice Anicio Frangipane (siglo VIII)
- Aconzio (o Acontio) (492 o 494 - ?)
- Paolino (494 - principio de 499)
- Epifanio (499 - ?)
- Giusto (590 - ?)
- Grazioso (604 ? - ?)
- Stefano (964 - principio de 980)
- Leone (985 - ?)
- Amico (o Arnicus) (1099 - después de 1130)
- Pietro (1122 - circa 1128)
- Gerardo (o Girardo) (1129-1130 ?)
- Errico Moricotti (o Enrico), O.Cist. (1150-1179)
- Bérenger de Frédol, el viejo (15 de diciembre de 1305-1309)
- Bérenger de Frédol, el joven (23 de diciembre de 1312 - 22 de agosto de 1317)
- Regnaud de la Porte (20 de diciembre de 1320 - marzo de 1321)
- Pierre Roger de Beaufort-Turenne, O.S.B.Clun. (18 de diciembre de 1338 - 7 de mayo de 1342 Elegido papa Clemente VI)
- Jean de Cros (30 de mayo de 1371 - 28 de septiembre de 1376)
- Tommaso da Frignano, O.Min. (18 de septiembre de 1378 - diciembre de 1378)
  - Pierre de Cros, O.S.B.Clun. (23 de diciembre de 1383 - 16 de noviembre de 1388), pseudocardenal del antipapa Clemente VII
- Philip Repyngdon, C.R.S.A. (1408-1434)
- Giovanni Berardi di Tagliacozzo (8 de enero de 1440 - 7 de marzo de 1444), in commendam (7 de marzo de 1444 - 21 de enero de 1449)
  - Bernard de La Planche (Planca), O.S.B.Clun. (2 de octubre de 1440-1441), pseudocardenal del antipapa Félix V
  - Jean d'Arces (6 de abril de 1444 - 19 de diciembre de 1449), pseudocardenal del antipapa Félix V
- Jean d'Arces (19 de diciembre de 1449 - 12 de diciembre de 1454)
- Vacante (1454-1462)
- Burkhard von Weißpriach (31 de mayo de 1462 - 16 de febrero de 1466)
- István Várdai (o Varda, o Varada, o Varas) (13 de mayo de 1467 - 22 de febrero de 1471)
- Giovanni Arcimboldo (17 de mayo de 1473 - 30 de diciembre de 1476)
- Giovanni Battista Mellini (30 de diciembre de 1476 - 24 de julio de 1478)
- Cosma Orsini, O.S.B.Cas. (3 de junio de 1480 - 21 de noviembre de 1481)
- Giovanni Conti (15 de noviembre de 1483 - 9 de marzo de 1489)
- Vacante (1489-1492)
- Maffeo Gherardi (1492 - 13 o 14 de septiembre de 1492)[1]
- Giovanni Antonio Sangiorgio (23 de septiembre de 1493 - 23 de diciembre de 1503)
- Juan de Zúñiga y Pimentel (6 de diciembre de 1503 - 26 de julio de 1504)
- Francesco Alidosi (17 de diciembre de 1505 - 11 de agosto de 1506)
- Francisco de Borja (11 de agosto de 1506 - 4 de noviembre de 1511)
- Vacante (1511-1517)
- Bonifacio Ferrero (6 de julio de 1517 - 12 de diciembre de 1533)
- Reginald Pole, diaconía pro illa vice (15 de enero de 1537 - 3 de mayo de 1540)
- Enrique de Borja y Aragón, diaconía pro illa vice (31 de mayo de 1540 - 16 de septiembre de 1540)
- Roberto Pucci (12 de junio de 1542 - 17 de octubre de 1544)
- Francesco Sfondrati (2 de marzo de 1545 - 10 de octubre de 1547)
- Vacante (1547-1556)
- Juan Martínez Silíceo (1 de febrero de 1556 - 31 de mayo de 1557)
- Jean Bertrand (9 de agosto de 1557 - 16 de enero de 1560)
- Luigi d'Este, diaconia pro illa vice (6 de julio de 1562 - 22 de octubre de 1563)
- Gabriele Paleotti, diaconía pro illa vice (15 de mayo de 1565 - 7 de septiembre de 1565)
- Giovanni Francesco Morosini (27 de julio de 1588 - 28 de marzo de 1590)
- Vacante (1590-1596)
- Cesare Baronio, C.O. (21 de junio de 1596 - 30 de junio de 1607)
- Innocenzo Del Bufalo-Cancellieri (19 de noviembre de 1607 - 27 de marzo de 1610)
- Pier Paolo Crescenzi (12 de septiembre de 1611 - 8 de octubre de 1629)
- Antonio Santacroce (12 de agosto de 1630 - 25 de noviembre de 1641)
- Marcantonio Bragadin (26 de mayo de 1642 - 19 de noviembre de 1646)
- Cristoforo Widmann, diaconía pro illa vice (16 de diciembre de 1647 - 1 de abril de 1658)
- Baccio Aldobrandini (1 de abril de 1658 - 21 de enero de 1665)
- Neri Corsini (15 de marzo de 1666 - 19 de septiembre de 1678)
- Flaminio Taja (17 de noviembre de 1681 - 5 de octubre de 1682)
- Vacante (1682-1686)
- Girolamo Casanate (16 de septiembre de 1686 - 7 de noviembre de 1689)
- Leandro Colloredo, C.O. (7 de noviembre de 1689 - 27 de abril de 1705)
- Alessandro Caparra (25 de junio de 1706 - 9 de junio de 1711)
- Benedetto Erba Odescalchi (1 de abril de 1715 - 29 de enero de 1725)
- Nicola Spinola (29 de enero de 1725 - 12 de abril de 1735)
- Vacante (1735-1739)
- Pierre Guérin de Tencin (20 de julio de 1739 - 2 de marzo de 1758)
- Nicolò Maria Antonelli (19 de noviembre de 1759 - 25 de septiembre de 1767)
- Lazzaro Opizio Pallavicini (20 de junio de 1768 - 14 de diciembre de 1778)
- Vacante (1778-1782)
- František Herzan von Harras (13 de septiembre de 1782 - 7 de abril de 1788)
- Luigi Valenti Gonzaga (29 de noviembre de 1790 - 1 de junio de 1795)
- Ippolito Antonio Vincenti Mareri (1 de junio de 1795 - 3 de agosto de 1807)
- Vacante (1807-1816)
- Carlo Andrea Pelagallo (29 de abril de 1816 - 6 de septiembre de 1822)
- Giovanni Francesco Falzacappa (16 de mayo de 1823 - 17 de noviembre de 1823)
- Vacante (1823-1829)
- Pietro Caprano (21 de mayo de 1829 - 24 de febrero de 1834)
- Giacomo Monico (23 de junio de 1834 - 25 de abril de 1851)
- François-Nicholas-Madeleine Morlot (27 de junio de 1853 - 29 de diciembre de 1862)
- Giuseppe Luigi Trevisanato (22 de septiembre de 1864 - 28 de abril de 1877)
- Inácio do Nascimento Morais Cardoso (25 de junio de 1877 - 23 de febrero de 1883)
- Alfonso Capecelatro di Castelpagano, C.O. (30 de julio de 1885 - 15 de enero de 1886)
- Gaspard Mermillod (26 de junio de 1890 - 23 de febrero de 1892)
- Luigi Galimberti (15 de junio de 1893 - 7 de mayo de 1896)
- Antonio Agliardi (3 de diciembre de 1896 - 14 de diciembre de 1899)
- Agostino Gaetano Riboldi (18 de abril de 1901 - 25 de abril de 1902)
- Anton Hubert Fischer (25 de junio de 1903 - 30 de julio de 1912)
- Vacante (1912-1916)
- Pietro La Fontaine (7 de diciembre de 1916 - 7 de marzo de 1921)
- Dennis Joseph Dougherty (10 de marzo de 1921 - 31 de mayo de 1951)
- Celso Benigno Luigi Costantini (15 de enero de 1953 - 9 de junio de 1958)
- William Godfrey (18 de diciembre de 1958 - 22 de enero de 1963)
- Thomas Benjamin Cooray, O.M.I. (25 de febrero de 1965 - 29 de octubre de 1988)
- Bernardino Echeverría Ruiz, O.F.M. (26 de noviembre de 1994 - 6 de abril de 2000)
- Theodore Edgar McCarrick, (21 de febrero de 2001-27 de julio de 2018)
- Celestino Aós, O.F.M. Cap., (28 de noviembre de 2020 - actual)